# Protonephrocerus chiloensis
Protonephrocerus chiloensis är en tvåvingeart som beskrevs av Collin 1931. Protonephrocerus chiloensis ingår i släktet Protonephrocerus och familjen ögonflugor. Inga underarter finns listade i Catalogue of Life.